# Cône de vision
En 3D, le cône de vision (ou la pyramide de vue) est un volume constitué par six plans qui délimite une zone de visibilité.
Les objets qui se trouvent en partie dans la pyramide de vue sont coupés par un ou plusieurs de ces plans et seule la partie qui se situe à l'intérieur de la pyramide est visible.